# Friedrichsberger Köpfe

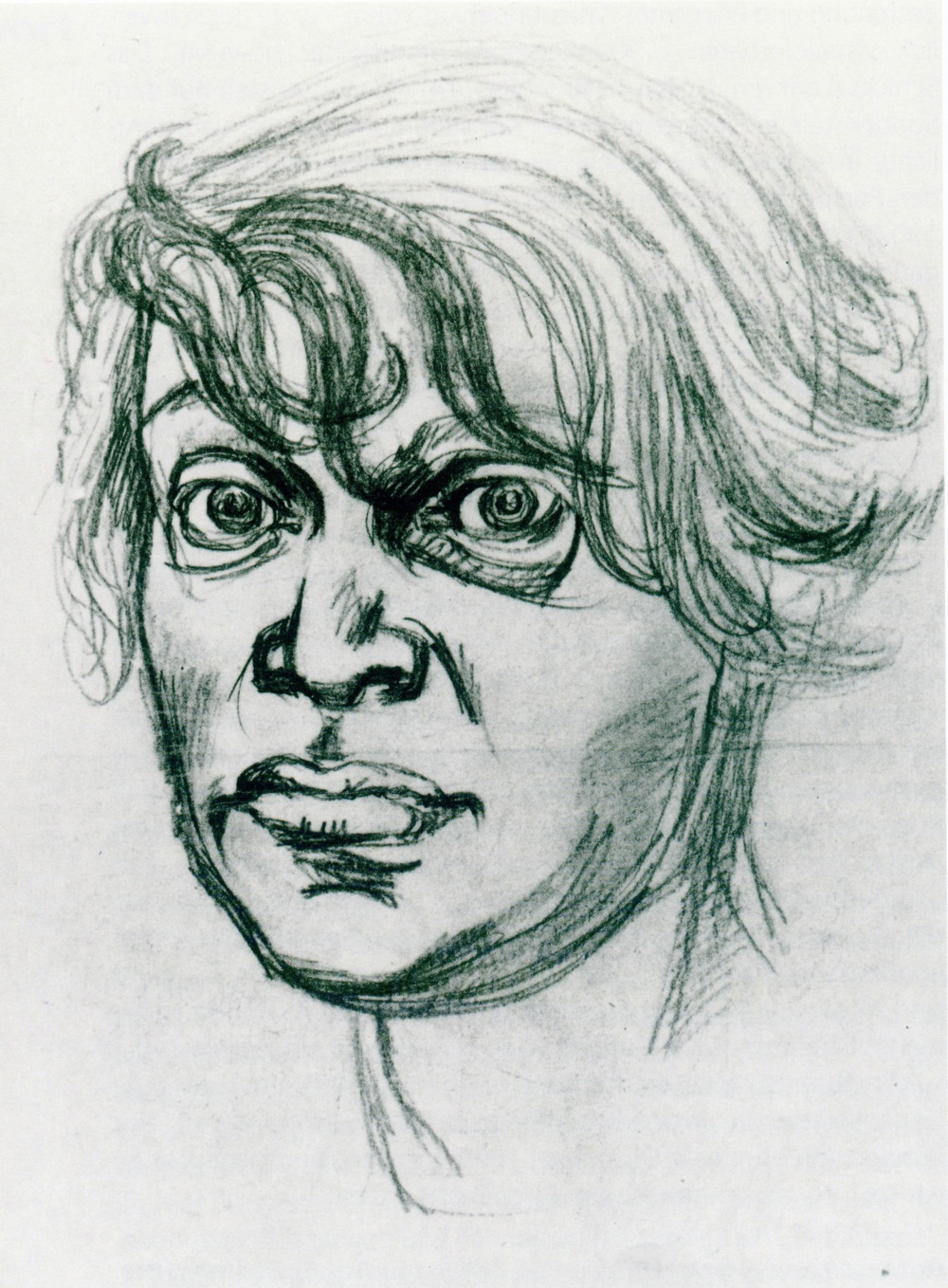
Elfriede Lohse-Wächtler: Selbstporträt 1929, erste Zeichnung der Serie Friedrichsberger Köpfe

Friedrichsberger Köpfe ist eine Werkserie von sechzig Zeichnungen der Malerin Elfriede Lohse-Wächtler (1899–1940), die sie 1929 während eines zweimonatigen Aufenthalts aufgrund einer psychischen Erkrankung in der Staatskrankenanstalt Friedrichsberg in Hamburg schuf. Die Arbeiten gelten sowohl kunsthistorisch wie biographisch als außergewöhnlich, sie dokumentieren die Mitpatienten, das Anstaltsleben und zudem dein Prozess der eigenen Heilung der Künstlerin. Eine tiefergehende Bedeutung haben die Zeichnungen durch die spätere Ermordung Elfriede Lohse-Wächtlers wie auch vieler Insassinnen von Friedrichsberg durch die Euthanasie genannte T4-Aktion der Nationalsozialisten.

## Entstehung
Elfriede Lohse-Wächtler war 1925 mit ihrem Mann, dem Maler und Sänger Kurt Lohse (1892–1958), von Dresden nach Hamburg gezogen. 1926 scheiterte die Beziehung, die Künstlerin lebte in schwierigen finanziellen Verhältnissen, fühlte sich zunehmend persönlich isoliert und in ihrer Arbeit blockiert. Im Winter 1928 / 1929 stellten Freunde exzessive Nervosität und weitere Symptome für eine psychische Erkrankung fest, am 4. Februar 1929 wurde sie in die Krankenanstalt Friedrichsberg eingeliefert. Nach anfänglicher Apathie erholte Lohse-Wächtler sich nach wenigen Tagen und begann mit dem Zeichnen. Diese Aktivitäten wurden in der Krankenakte dokumentiert, so besagt der Eintrag vom 17. Februar 1929: „Pat. setzte sich vor den Spiegel u. malte sich selbst. Zeichnete ihre Mitpat. und Winterlandschaft.“ Die Zeichnungen Selbstbildnis und Winterlandschaft wurden den Unterlagen beigefügt und sind mit der Auslagerung der Aktenbestände in das Archiv des Universitätskrankenhaus Eppendorf gelangt. Am 30. März 1929 erwirkte Kurt Lohse die Entlassung seiner Frau, eine abschließende Diagnose konnte der behandelnde Arzt nicht erstellen, er vermutete eine Schizophrenie oder Transitorische Psychose. In diesen knapp acht Wochen hat Elfriede Lohse-Wächtler sechzig Zeichnungen geschaffen, die in einer Rezeption der Zeitschrift Der Kreis im Mai 1929 erstmals Friedrichsberger Köpfe genannt wurden. Nur wenige Werke der Serie sind erhalten geblieben.

## Werkserie
In der nachfolgenden Tabelle sind 17 Abbildungen aufgeführt, von denen zwei Montagen mehrerer Zeichnungen sind, die auf Photographien im Nachlass der Künstlerin erhalten blieben. Insgesamt sind entsprechend 29 Werke nachvollziehbar. 21 dieser Bilder gelten als verschollen, von den übrigen acht befinden sich zwei im Bestand der Hamburger Kunsthalle, zwei im Archiv der Universitätsklinik Eppendorf und vier im Nachlass Elfriede Lohse-Wächtler.
| Abbildung | Titel                                             | Weiterer Titel, Anmerkungen |
| --------- | ------------------------------------------------- | --- |
|           | Selbstbildnis                                     | In der Staatskrankenanstalt Friedrichsberg, Hamburg, 17. Februar 1929; Bleistift, 37 × 24,5 cm heute im Universitätskrankenhaus Eppendorf, Bestand der ausgelagerten Akten Friedrichsberg                          |
|           | Winterlandschaft                                  | Anstaltsgarten mit Hauptgebäude Staatskrankenanstalt Friedrichsberg, Hamburg, 17. Februar 1929; Bleistift, 21 × 29,6 cm heute im Universitätskrankenhaus Eppendorf, Bestand der ausgelagerten Akten Friedrichsberg |
|           | Blick in den Anstaltsgarten                       | Ausblick aus Haus X der Staatskrankenanstalt Friedrichsberg, Hamburg; Pastell, Maße unbekannt verschollen |
|           | Skizzen mit Figurenstudien und Gebäudeansicht     | Montage von fünf Zeichenblättern, oben rechts Skizze des Hauptgebäudes der Staatskrankenanstalt Friedrichsberg, Hamburg Bleistift, Maße unbekannt verschollen                                                      |
|           | Eine Patientin                                    | Frau mit Landschaft Pastellkreiden, 38,5 × 29 cm Nachlass Elfriede Lohse-Wächtler |
|           | Sitzende Frau im blauen Kittel                    | Pastellkreiden, Maße unbekannt verschollen |
|           | Schmerzhaft-Ruhende                               | Pastell, 25 × 24 cm Hamburger Kunsthalle |
|           | Eine alte Patientin                               | Pastellkreiden über Bleistift, 27,2 × 20,4 cm Nachlass Elfriede Lohse-Wächtler |
|           | Eine Alte                                         | Bleistift, Maße unbekannt verschollen |
|           | Patientin                                         | Pastell, Maße unbekannt verschollen |
|           | Ein Fall                                          | Pastell, 27,5 × 17,5 cm Nachlass Elfriede Lohse-Wächtler |
|           | Schlafende                                        | Pastell, 28,5 × 36 cm Hamburger Kunsthalle |
|           | Liegender Frauenkopf                              | „Halluzinatorisch vereint das Pastell Eindrücke von Krankkeit, Psychiatrie, Männern, der Stadt Hamburg.“ Bleistift, Maße unbekannt verschollen                                                                     |
|           | Im Bett sitzende Kranke und Schwester im Gespräch | Blei- und Farbstift, 29,6 × 20,8 cm; verso: drei Kopfstudien Nachlass Elfriede Lohse-Wächtler |
|           | Vier weibliche Halbporträts und gefaltete Hände   | Blei- und Farbstift, Maße unbekannt verschollen |
|           | Studien weiblicher Patienten beim Essen           | Bleistift, Maße unbekannt verschollen |
|           | Neun Skizzen mit Patienten auf der Station        | Montage von neun Zeichenblättern, Bleistift, Maße unbekannt verschollen |

Ein großer Teil der sechzig Zeichnungen waren Porträts und Dreiviertelansichten von Patientinnen, oftmals in stumpfer Pastellkreide ausgeführt. Während in den ersten Bildern, als Beispiel sei genannt Eine Alte, hektische Striche und Linienknäule die Stimmung nachempfinden, weisen die weiteren mit „Knappheit und skulpturaler Geschlossenheit“ auf eine Beruhigung in der Formensprache hin, so zum Beispiel sehr deutlich in Patientin, in deren formaler Kompaktheit vor allem der starre Blick aus dem Bild heraus den Eindruck beherrscht.
Die Darstellungen des Anstaltalltags sind schnelle Bleistiftskizzen „genrehafter Krankenhausimpressionen“ mit konturbetonter Strichlage, sie zeigen sinnierende, in Bewegungslosigkeit erstarrte, aber auch gestikulierende und handelnde Kranke. Im Bild Vier weibliche Halbporträts und gefaltete Hände ist die Verwirrung im Umgang miteinander aufgezeigt, die in den Vordergrund gestellten Hände verstärken diese Wirkung. Im Bett sitzende Kranke und Schwester im Gespräch vermittelt den Eindruck eines freundlichen Umgangs in der Psychiatrie. Weitere Zeichnungen hielten den Blick aus dem Fenster auf andere Gebäude des Anstaltkomplexes fest und thematisieren das Eingesperrtsein.

## Rezeption

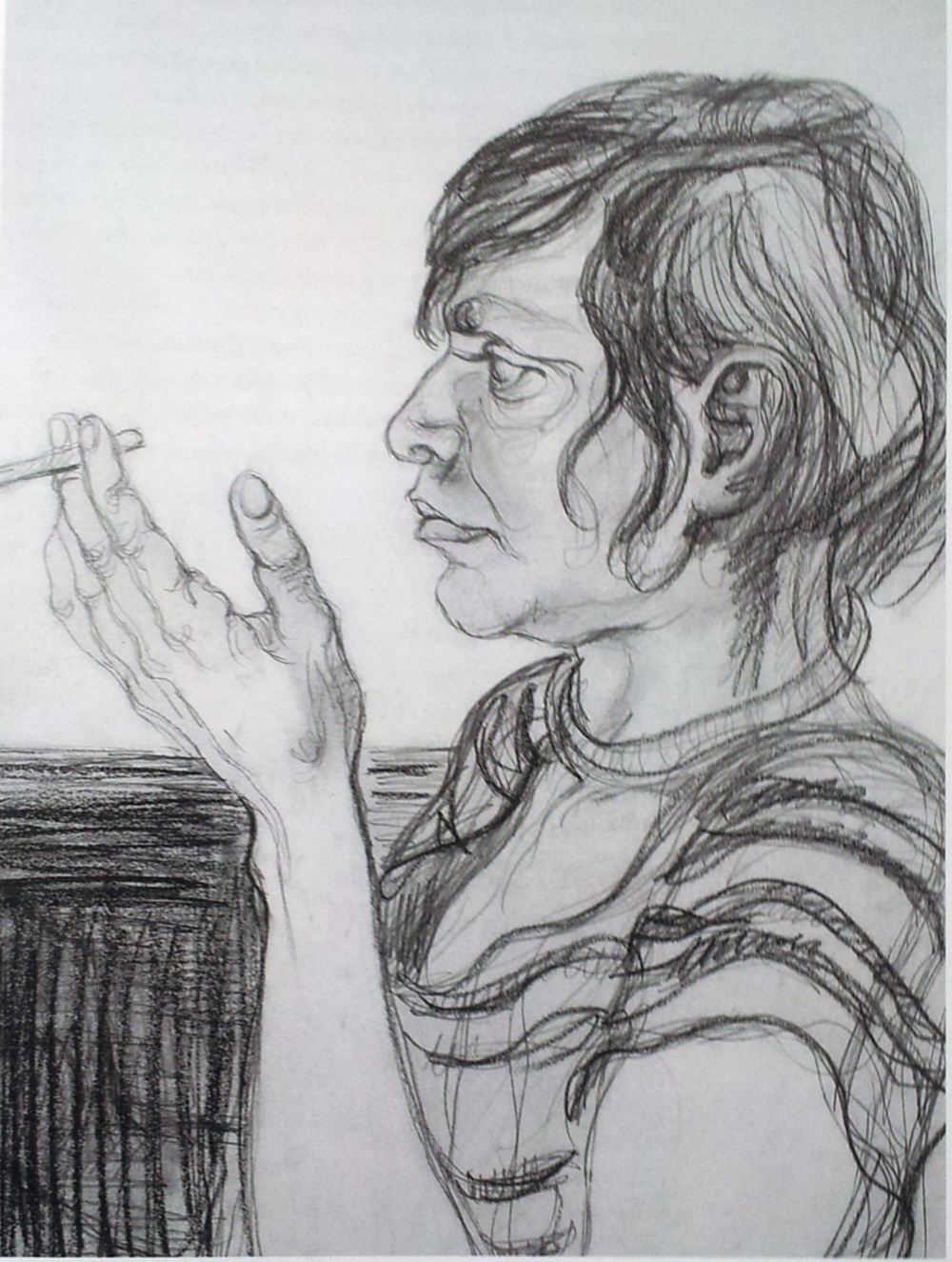
Selbstporträt mit Zigarette, Pastell über Bleistift, 1929, nach dem Aufenthalt in Friedrichsberg entstanden

Nach ihrer Entlassung aus Friedrichsberg hatte Elfriede Lohse-Wächtler eine kurzfristig erfolgreiche Phase. Bereits im Mai und Juni 1929 konnte sie einen Teil der Werkserie im Kunstsalon Maria Kunde in Hamburg-St. Georg ausstellen und erhielt dafür eine positive Resonanz in der Presse. So schrieb der Hamburger Anzeiger: „Elfriede Lohse-Wächtler ragt gegenüber dem heutigen Plätscher-Niveau empor - sie ist entschieden eine Entdeckung.“ In der Kulturzeitschrift Der Kreis widmete die Kunsthistorikerin Anna Banaschewski der Künstlerin eine vierseitige Monographie mit den Abbildungen der Pastelle Frau im blauen Kittel und Eine Patientin. Darin beschreibt sie die Friedrichsberger Köpfe als „Aufschrei bedrängter Kreatur“, die thematisch nahe dem Sensationellen liegen. „Aber da sie so hervorragend künstlerisch diszipliniert sind, so durchaus echt und organisch gewachsen, so vollkommen beseelt, wird jeder Einwand dieser Art hinfällig.“ Gegen Ende der Ausstellung erwarb die Hamburger Kunsthalle zwei der Zeichnungen – Schmerzhaft-Ruhende und Schlafende. In den Depots wurden sie 1937 bei den Beschlagnahmungen durch die nationalsozialistische Kunstkommission im Zuge der Aktion „Entartete Kunst“ übersehen, so dass sie im Bestand erhalten blieben.
Elfriede Lohse-Wächtler wurde aufgrund erneuter psychischer Probleme 1932 in die Landes-Heil- und Pflegeanstalt Arnsdorf bei Dresden eingewiesen. Bis 1935 zeichnete und malte sie auch hier den Alltag und die Patienten des Krankenhauses. Im Mai 1935 entmündigte man sie, im Dezember 1935 unterzog man sie im Rahmen der nationalsozialistischen Eugenik der Zwangssterilisation. Am 31. Juli 1940 wurde sie in der NS-Tötungsanstalt Pirna-Sonnenstein ermordet.
Die gut hundert zwischen 1932 und 1935 entstandenen Werke gelangten in den von ihrem Bruder verwalteten Nachlass und wurden 1995 neu entdeckt. Im Jahr 2000 gab die Stiftung Sächsische Gedenkstätten zur Erinnerung an die Opfer politischer Gewaltherrschaft einen Katalog zu beiden Werkgruppen heraus und veröffentlichte damit erstmals viele der Zeichnungen. Die Stiftung nannte die Serien Galerie der Todgeweihten und setzte sie in Bezug zur nationalsozialistischen Euthanasie, da „sie die Scheidelinie zwischen Begleitung, Betreuung und Pflege der Patientinnen und dem [...] Krankenmord unmittelbar bewusst“ machen.